# Алгшашъяур
Алгшашъяур (в среднем течении Альгшаш; устар. Алгсхасх, Алгшаш-яур) — река в России, протекает по Печенгскому и Кольскому районам Мурманской области. Впадает в озеро Иля-Наутсиярви на высоте 154,1 м. Длина реки составляет 25 км. Протекает через озеро Алгашъяур.
В 6,6 км от устья, по левому берегу реки впадает река Пульдшкаш.

## Данные водного реестра
По данным государственного водного реестра России относится к Баренцево-Беломорскому бассейновому округу, водохозяйственный участок реки — реки бассейна Баренцева моря от реки Патсо-Йоки (граница РФ с Норвегией) до западной границы бассейна реки Печенга. Речной бассейн реки — бассейны рек Кольского полуострова, впадает в Баренцево море.
Код объекта в государственном водном реестре — 02010000112101000000030.